# Chiesa dell'Immacolata Concezione (Osilo)
La chiesa dell'Immacolata Concezione è un edificio religioso situato a Osilo, centro abitato della Sardegna nord-occidentale. Consacrata al culto cattolico è sede dell'omonima parrocchia e fa parte dell'arcidiocesi di Sassari.
Si ignora l'anno di costruzione ma, da documenti dell'epoca, è certo che sia antecedente al 1553. Nel 1968 importanti interventi edilizi ne hanno modificato la configurazione interna con l'eliminazione delle profonde cappelle a favore di due navate laterali. Sono inoltre stati eliminati il pulpito in legno, le balaustre marmoree e gli affreschi murari.

## Altri progetti

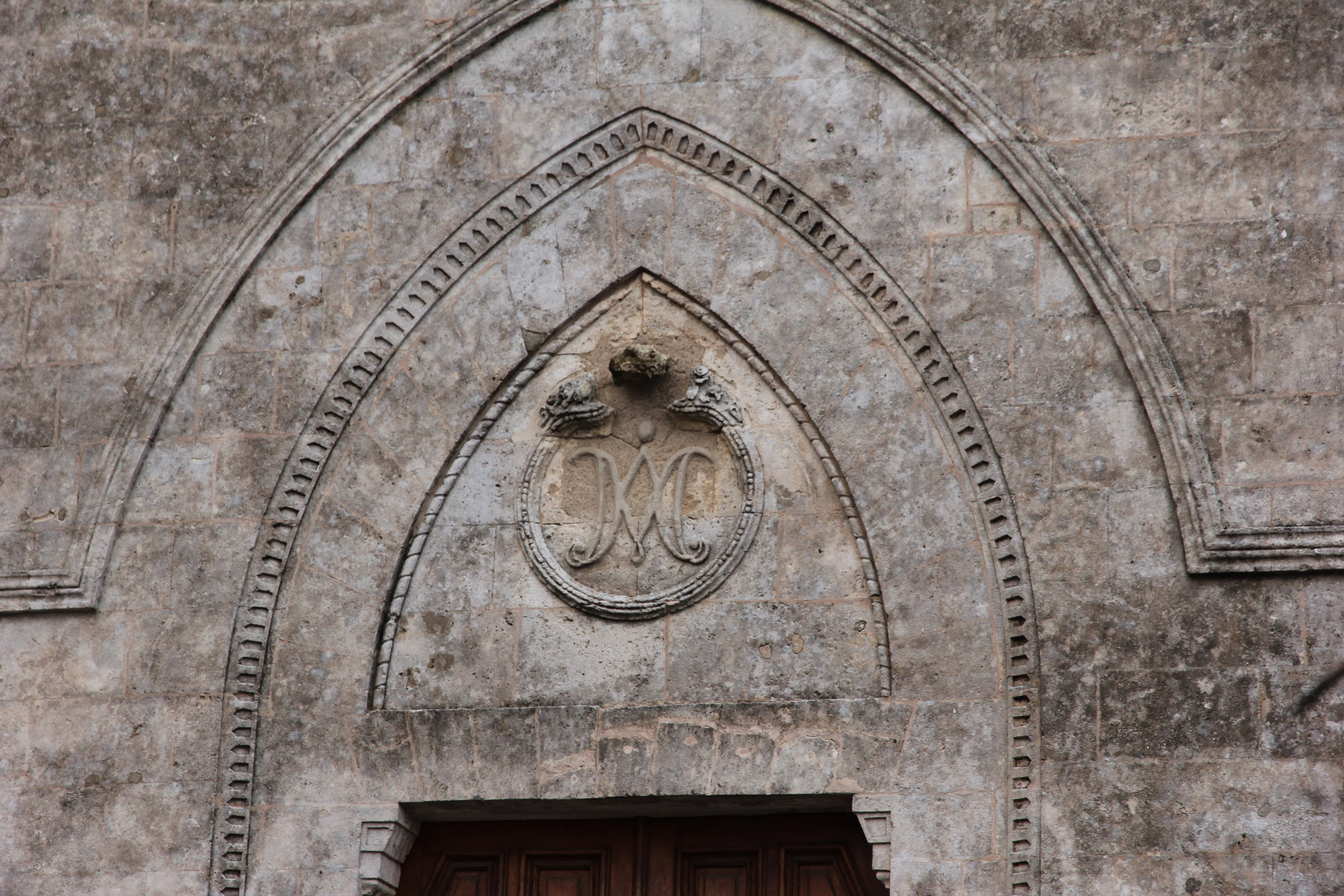